# Inno e Marcia Pontificale
Imn și marș pontifical (Inno e Marcia Pontificale) este imnul național al Vaticanului. 
Textul a fost scris de către Antonio Allegra (1905-1969), iar muzica a fost compusă de Charles Gounod (1818-1893). 
Imnul a fost adoptat în 1950.

## Textul înlimba latinăI
O felix Roma - O Roma nobilis.

Sedes es Petri, qui Romae effudit sanguinem,

Petri, cui claves datae sunt regni caelorum.

Pontifex, Tu successor es Petri;

Pontifex, Tu magister es tuos confirmas fratres;

Pontifex, Tu qui Servus servorum Dei,

hominumque piscator, pastor es gregis,

ligans caelum et terram.

Pontifex, Tu Christi es vicarius super terram,

rupes inter fluctus, Tu es pharus in tenebris;

Tu pacis es vindex, Tu es unitatis custos,

vigil libertatis defensor; in Te potestas.

Tu Pontifex, firma es petra, et super petram hanc
aedificata est Ecclesia Dei.

O felix Roma - O Roma nobilis.

## Textul înlimba latinăII
Hymnus (Rhythmus) Pontificius 

Evaristo d'Anversa 

Roma, alma parens, Sanctorum Martyrumque, 

Nobile carmen, te decete, sonorumque, 

Gloria in excelsis, paternæ maiestati 

Pax et in terra fraternæ caritati 

Ad te clamamus, Angelicum pastorem: 

Quam vere refers, Tu mitem Redemptorem! 

Magister Sanctum, custodis dogma Christi, 

Quod unun vitæ, solamen datur isti. 

Non prævalebunt horrendæ portæ infernæ, 

Sed vis amoris veritatisque æternæ. 

Salve, Roma! 

In te æterna stat historia, 

Inclyta, fulgent gloria 

Monumenta tot et aræ. 

Roma Petri et Pauli, 

Cunctis mater tu redemptis, 

Lúmen cunctæ in facie gentis 

Mundique sola spes! 

Salve, Roma! 

Cuius lux occasum nescit, 

Splendet, incandescit, 

Et iniquo oppilat os. 

Pater Beatissime, 

Annos Petri attinge, excede 

Unum, quæsumus, concede: 

Tu nobis benedic. 

## Textul înlimba italiană
INNO
Roma immortale di Martiri e di Santi, 

Roma immortale accogli i nostri canti:

Gloria nei cieli a Dio nostro Signore,

Pace ai Fedeli, di Cristo nell'amore.

A Te veniamo, Angelico Pastore,

In Te vediamo il mite Redentore,

Erede Santo di vera e santa Fede;

Conforto e vanto a chi combate e crede,

Non prevarranno la forza ed il terrore,

Ma regneranno la Verità, l'Amore.
MARCIA PONTIFICALE

Salve Salve Roma, patria eterna di memorie,

Cantano le tue glorie mille palme e mille altari.

Roma degli apostoli, Madre guida dei Rendenti,

Roma luce delle genti, il mondo spera in te!

Salve Salve Roma, la tua luce non tramonta,

Vince l'odio e l'onta lo splendor di tua beltà.

Roma degli Apostoli, Madre e guida dei Redenti,

Roma luce delle genti, il mondo spera in te!

## Traducere
IMN
O Romă imortală, oraș al martirilor și al sfinților,

O Romă imortală, acceptă preamărirea noastră.

Glorie în ceruri lui Dumnezeu Domnul nostru

Și pace oamenilor care îl iubesc pe Cristos!

Către tine venim, păstor angelic,

În tine vedem blândul Mântuitor.

Tu ești sfântul moștenitor al credinței noastre,

Confortul și mândria celor care cred și se luptă.

Forța și teroarea nu vor izbuti,

Dar adevărul și dragostea vor domni.
MARȘ PONTIFICAL

Bucură-te, o Romă, sălaș etern al amintirilor;

Mii de palmieri și mii de altare îți cântă preamărire.

Oraș al apostolilor, mamă și ghid al celor aleși,

Lumina națiunilor și speranța lumii!

Bucură-te, o, Romă! Lumina ta nu va păli niciodată;

splendoarea frumuseței tale împrăștie ura și rușinea.

Oraș al Apostolilor, mamă și ghid al celor aleși,

Lumina națiunilor și speranța lumii!

## Media
PDF, informații aici; aplicație/MIME